# Neorhynchocephalus sackenii
Neorhynchocephalus sackenii är en tvåvingeart som först beskrevs av Samuel Wendell Williston 1880.  Neorhynchocephalus sackenii ingår i släktet Neorhynchocephalus och familjen Nemestrinidae. Inga underarter finns listade i Catalogue of Life.